# Frans de Paula van Bourbon-Sicilië

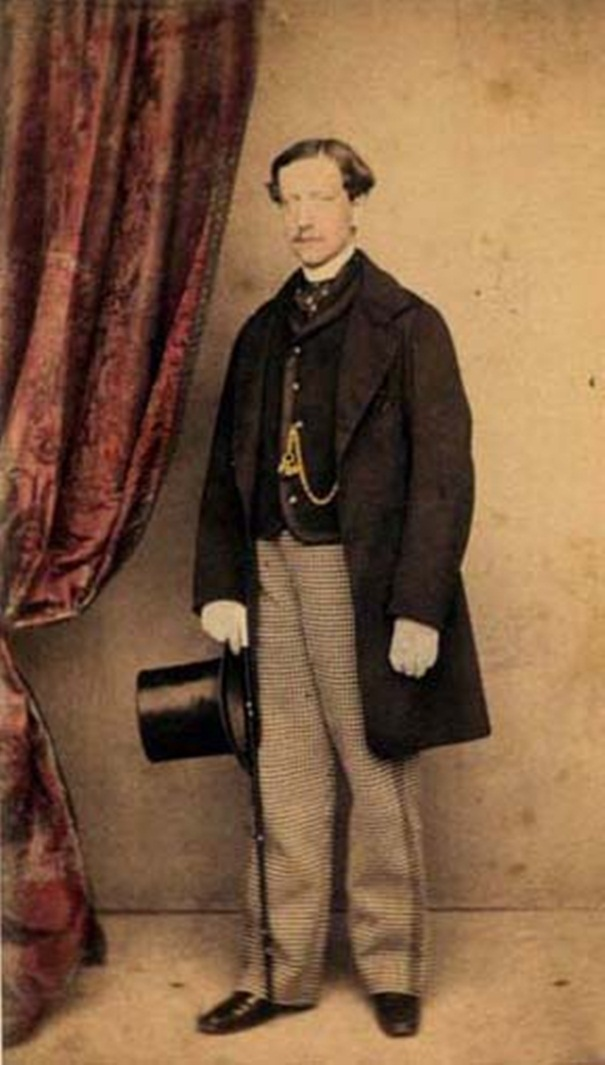

Frans de Paula (Napels, 13 augustus 1827 – Parijs, 24 september 1892), Prins der Beide Siciliën, was het jongste kind van koning Frans I der Beide Siciliën en diens echtgenote Maria Isabella, dochter van koning Karel IV van Spanje.
Hij trad op 10 april 1850 in het huwelijk met zijn nichtje, aartshertogin Marie Isabella van Oostenrijk, dochter van groothertog Leopold II van Toscane en Frans' zus Maria Antonia. Uit dit huwelijk werden zes kinderen geboren, waarvan er vier jong stierven:
- Maria Antoinette Guiseppa (16 maart 1851 – 12 september 1938), gehuwd met prins Alfons van Bourbon-Sicilië (zoon van koning Ferdinand II der Beide Siciliën)
- Leopold (24 september 1853 – 4 september 1870)
- Theresa Pia (7 januari 1855 – 1 september 1856)
- Maria Carolina (21 februari 1856 – 7 april 1941), gehuwd met André graaf Zamoyski (1852-1927), lid van de familie Zamoyski
- Ferdinand (25 mei 1857 – 22 juli 1859)
- Annuziata (21 september 1858 – 20 maart 1873)

Het Koninkrijk der Beide Siciliën viel in 1861, waarop de koninklijke familie in ballingschap ging. In eerste instantie gingen Frans en zijn gezin naar Rome, waar ze onder bescherming stonden van Paus Pius IX. Maar later werd het grondgebied van de paus ook binnengevallen door Victor Emanuel II van Italië en week Frans met zijn gezin uit naar Frankrijk. Hij stierf in 1892 te Parijs op 65-jarige leeftijd.